# Сорокино (Ульяновская область)
Сорокино — деревня в составе Живайкинского сельского поселения Барышского района Ульяновской области.

## География
Находится на расстоянии примерно 15 километров на юго-юго-востоке по прямой от районного центра города Барыш.

## История
В 1780 году, при создании Симбирского наместничества, деревня Сорокина при малых Сызранских вершинах, крещёной мордвы, вошла в состав Канадейского уезда.
В 1913 году в мордовской деревне Сорокино было 105 дворов и 543 жителя. В 1990-е годы работало отделение СПК «Живайкино».

## Население
Население составляло 8 человек (русские 87 %) в 2002 году, 7 по переписи 2010 года.
В деревне родился Сараев Борис Андреевич — первый секретарь Старомайнского райкома КПСС. В 1984 году избран первым заместителем председателя исполнительного комитета Ульяновского областного Совета народных депутатов. С 1994 г. по 1997 г. был полномочным представителем Президента РФ в Ульяновской области. Занесен в Золотую книгу Почёта Ульяновской области в 1999 году.